# Tenkla
tenkla（てんくら）は、日本の漫画家。
以前は『チャンピオンRED いちご』（秋田書店）にて連載していたが、2008年12月号より『チャンピオンRED』（同）に移籍し、同誌にて活動中。

## 作品リスト
オリジナル
- ヨメイロちょいす（チャンピオンRED いちご→チャンピオンRED）、2007年〜2011年、全6巻
- こんなエルフに用はない!（チャンピオンRED いちご）、2012年〜2013年、単巻

コミカライズ
- ダンジョンに出会いを求めるのは間違っているだろうか 公式アンソロジーコミック（原作：大森藤ノ、SBクリエイティブ）、2015年、単巻
- オメガラビリンス 電撃コミックアンソロジー（原作：ディースリー・パブリッシャー、電撃コミックスEX）、2016年、単巻

- 精霊幻想記（原作：北山結莉、コミックファイア）、2016年（作者体調不良につき3話で連載終了[1][2]）

## 単行本
オリジナル
ヨメイロちょいす
1. 2008年11月5日初版 ISBN 978-4-253-23401-6
2. 2009年6月19日初版 ISBN 978-4-253-23402-3
3. 2010年1月20日初版 ISBN 978-4-253-23403-0
4. 2010年9月5日初版 ISBN 978-4-253-23404-7
5. 2011年5月5日初版 ISBN 978-4-253-23405-4
6. 2011年11月5日初版 ISBN 978-4-253-23406-1

こんなエルフに用はない!
- 2014年4月18日初版 ISBN 978-4-253-23396-5

コミカライズ
ダンジョンに出会いを求めるのは間違っているだろうか 公式アンソロジーコミック
- 2015年10月14日初版 ISBN 978-4-797-38556-4

オメガラビリンス 電撃コミックアンソロジー
- 2016年2月26日初版 ISBN 978-4-048-65739-6